# Pentium D
Pentium D är en processor tillverkad av det amerikanska företaget Intel. Processorn har två kärnor och ersatte en tid den enkelkärniga Pentium 4 som helt lades ner 2006.
Produktionen av Pentium D lades ned 2008.